# Promethes sulcator
Promethes sulcator là một loài tò vò trong họ Ichneumonidae.